# Yaginumanis
Yaginumanis là một chi nhện trong họ Salticidae.

## Các loài
Các loài trong chi này gồm:
- Yaginumanis cheni Peng & Li, 2002
- Yaginumanis sexdentatus (Yaginuma, 1967)
- Yaginumanis wanlessi Zhang & Li, 2005